# Concerto cho violin số 3 (Mozart)
Concerto cho Violin Số 3 cung Sol trưởng, K. 216, được sáng tác bởi Wolfgang Amadeus Mozart tại Salzburg năm 1775 khi ông mới 19 tuổi. Trong một bức thư gửi cho cha mình, Mozart gọi tác phẩm là "Straßburg-Concert" (tạm dịch là "Buổi hoà nhạc Straßburg''). Các nhà nghiên cứu âm nhạc tin rằng cái tên này xuất phát một cách ngẫu hứng trong phần trung tâm của chương thứ ba, đó là một điệu nhảy địa phương giống như điệu minuet đã xuất hiện như một giai điệu bắt chước ống kèn thổi trong một bản giao hưởng của Carl Ditters von Dittersdorf.

## Nhạc cụ
Tác phẩm được sáng tác dành cho violin độc tấu, 2 flute (chỉ xuất hiện ở chương 2), 2 oboe (chỉ xuất hiện trong phần tacet ở chương 2), 2 horn Sol và Rê, và dàn nhạc dây giao hưởng.

## Các chương nhạc
Tác phẩm có 3 chương:
1. Allegro
2. Adagio
3. Rondeau: Allegro

### I. Allegro
Chương nhạc Allegro ở dạng sonata, mở đầu bằng một chủ đề chính cung Sol trưởng do dàn nhạc chơi. Chủ đề chính giống như một cuộc hồi đáp tươi sáng và vui vẻ giữa violin độc tấu và phần đệm, tiếp theo là sự điều chỉnh âm chủ chính chủ đạo sang Rê trưởng, sau đó đến cung song song là Rê thứ. Tác phẩm có xuất hiện thêm nhiều lần thay đổi âm chủ sang các giọng khác, nhưng không lắng xuống và cuối cùng quay trở lại ban đầu với Sol trưởng trong phần tổng hợp lại và kết thúc.

### II. Adagio
Chương thứ hai ở dạng cung thể thượng quãng năm của Sol trưởng là Rê trưởng. Dàn nhạc bắt đầu với chủ đề chính, sau đó tiếng vĩ cầm thực hiện lại bắt chước chủ để cao hơn một quãng tám. Kèn gỗ sau đó chơi một mô-típ giống như điệu nhảy trong La trưởng, mà tiếng violin kết thúc ngay sau đó. Violin trình bày lại chủ đề chính trong La trưởng, mặc dù giai điệu có nét La hoà thanh thay vì La tự nhiên, và tạo ra một sự điều chỉnh ngắn gọn sang Si thứ. Giai điệu nhanh chóng điều chỉnh trở lại La trưởng, nhưng rồi về Rê trưởng thông qua chủ đề chính. Sau bản cadenza, violin lại chơi chủ đề chính, do đó kết thúc chương với cung Rê trưởng.
Đây là chương duy nhất trong năm bản hòa tấu vĩ cầm của Mozart mà một cặp sáo giao hưởng được sử dụng thay vì đàn oboe.

### III. Rondeau
Chương cuối mang nhịp điệu rondo tại Sol trưởng và nhịp 3
8. Mozart chèn vào rondo một đoạn Andante ngắn với Sol thứ, sau đó là một đoạn Allegretto Sol trưởng dài hơn, cả hai đều có thời lượng ngắn hơn.

## Những bản ghi âm đáng chú ý
| Năm  | Violin độc tấu     | Nhạc trưởng          | Dàn nhạc                           | Hãng thu âm         | Định dạng |
| ---- | ------------------ | -------------------- | ---------------------------------- | ------------------- | --------- |
| 1935 | Yehudi Menuhin     | George Enescu        | Orchestre symphonique de Paris     | EMI Records         | Đĩa đơn   |
| 1962 | Arthur Grumiaux    | Colin Davis          | London Symphony Orchestra          | Philips Records     | Vinyl     |
| 1969 | Henryk Szeryng     | Alexander Gibson     | New Philharmonia Orchestra         | Philips Records     | Đĩa đơn   |
| 1971 | David Oistrakh     | David Oistrakh       | Berlin Philharmonic                | EMI Records         | Đĩa đơn   |
| 1983 | Itzhak Perlman     | James Levine         | Vienna Philharmonic                | Deutsche Grammophon | Đĩa đơn   |
| 1984 | Anne-Sophie Mutter | Herbert von Karajan  | Berlin Philharmonic                | Deutsche Grammophon | Đĩa đơn   |
| 1987 | Takako Nishizaki   | Stephen Gunzenhauser | Cappella Istropolitana             | Naxos Records       | CD        |
| 2007 | Hilary Hahn        | Gustavo Dudamel      | Stuttgart Radio Symphony Orchestra | Deutsche Grammophon | Đĩa đơn   |
| 2016 | Isabelle Faust     | Giovanni Antonini    | Il Giardino Armonico               | Harmonia Mundi      | CD        |
| 2021 | Viktoria Mullova   | Oliver Zeffman       | Academy of St Martin in the Fields | Platoon             | Digital   |